# 포미닛의 친구데이
포미닛의 친구데이는 2010년 6월 26일부터 2010년 7월 17일까지 MTV 코리아에서 방영된 텔레비전 방송 프로그램이다.